# Château de Corcheval
Le château de Corcheval est situé sur la commune de Beaubery en Saône-et-Loire, à flanc de pente, sur une terrasse dominant la vallée de la Semence.

## Description
Le château est bâti sur une terrasse en partie cernée de douves en eau, flanquée d'une chapelle et d'une tour, toutes deux carrées. Il comprend trois corps de bâtiments disposés en U. Le corps principal est flanqué de tours circulaires et desservi par une porte surmontée d'un entablement mouluré et d'un écusson aux armes de Claude de Fautrières et de Marguerite de Saint-Amour. Le corps de logis méridional est flanqué d'une tour circulaire. Le corps de logis occidental possède une fenêtre ancienne à linteau en accolade. Les communs, en vis-à-vis, s'ordonnent en U autour d'une cour.
Le château est une propriété privée et ne se visite pas.
Il fait l’objet d’une inscription au titre des monuments historiques depuis le 18 février 1975.

## Historique
- XIIe siècle : première mention du château, qui appartient, pendant cinq siècles à la famille de Fautrières, puis passera aux mains de leurs parents, la famille de  Sommièvres
- XVIIe siècle : rebâti après avoir été en partie détruit par les Écorcheurs, puis par les troupes de l'amiral de Coligny ; la marquise de Fautrières recueille et héberge celle qui deviendra sainte Marguerite Marie Alacocque, à l'origine du renouveau du sacré-cœur de Jésus ; cette dernière se donnera à Dieu dans la chapelle qui se situe dans le parc du château
- XIXe siècle : pour assainir le chateau, en améliorer l’aspect et le confort, des transformations importantes sont réalisées :  les douves sont comblées, une tour est ajoutée pour réaliser un escalier de service, une autre tour est rehaussée, des jardins sont ordonnancés et un grand potager crée. Le résultat étant d'une grande unité architecturale, préservant l'aspect féodal d'origine sans renier les évolutions ultérieures au XVIIe siècle
- Depuis le début du XXe siècle : la propriété appartient à la famille des barons de La Chapelle.